# الحاكم العام لباكستان
الحاكم العام لباكستان (بالأردية: گورنر جنرل پاکستان) منصب ممثل العرش البريطاني في دومينيون باكستان أنشئ المنصب بعد إعلان استقلال البلاد في عام 1947، وألغي عندما أصبحت باكستان جمهورية إسلامية في عام 1956.

## الدور

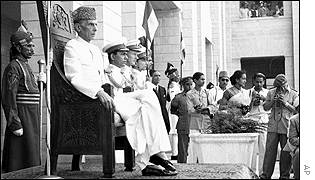
محمد علي جناح، جالسًا على عرش باكستان

كانت باكستان إحدى دول عالم كومنولث التي تشترك في نفس رئيس دولة. كان العاهل الباكستاني ممثلاً من قبل الحاكم العام لباكستان، الذي يعيينه الملك بناءً على نصيحة الحكومة الباكستانية.
كانت تسن جميع القوانين في باكستان بموافقة ملكية، يمنحها الحاكم العام نيابة عن الملك. كان الحاكم العام أيضًا مسؤولاً عن استدعاء وتأجيل وحل الهيئة التشريعية الاتحادية. كان للحاكم العام سلطة اختيار وتعيين مجلس الوزراء ويمكنه عزلهم وفقًا لتقديره. شغل جميع وزراء التاج الباكستانيين مناصبهم بناء على رغبة الحاكم العام. كما أُعفي الحاكم العام من أية إجراءات ضده في أي محكمة باكستانية.

## اليمين
كان على الحاكم العام لباكستان أن يؤدي يمين الولاء لدستور باكستان وكذلك للملك الباكستاني قبل أن يُسمح له بتولي مقعده. وكانت مبايعة محمد علي جناح الحاكم العام الأول على النحو الآتي:
أنا محمد علي جناح، أؤكد رسميًا الإيمان الحقيقي والولاء لدستور باكستان كما ينص عليه القانون وأنني سأكون مخلصًا لجلالة الملك جورج السادس، في منصب الحاكم العام لباكستان".

## الحكام العامون في باكستان
| #. | صورة | اسم (مولد–وفاة)              | شغل المنصب     | تركه                            | المدة             | الحزب السياسي | الحزب السياسي                 | العاهل                       |
| -- | ---- | ---------------------------- | -------------- | ------------------------------- | ----------------- | ------------- | ----------------------------- | ---------------------------- |
| 1  |      | محمد علي جناح (1876–1948)    | 15 أغسطس 1947  | 11 سبتمبر 1948 (توفي في المنصب) | 1 سنة و28 أيام    |               | الرابطة الإسلامية الباكستانية | جورج السادس (1947–1952)      |
| 2  |      | خواجة ناظم الدين (1894–1964) | 13 نوفمبر 1948 | 17 أكتوبر 1951                  | 3 سنوات و33 أيام  |               | الرابطة الإسلامية الباكستانية | جورج السادس (1947–1952)      |
| 3  |      | مالك غلام محمد (1895–1956)   | 19 أكتوبر 1951 | 7 أغسطس 1955                    | 3 سنوات و294 أيام |               | مستقل                         | إليزابيث الثانية (1952–1956) |
| 4  |      | إسكندر ميرزا (1899–1969)     | 7 أغسطس 1955   | 23 مارس 1956                    | 229 أيام          |               | الحزب الجمهوري                | إليزابيث الثانية (1952–1956) |

## العلم

العلم من 1947 إلى 1953
العلم من 1952 إلى 1956

## المرجع
1. ↑  "Archived copy" (PDF). cabinet.gov.pk. مؤرشف من الأصل (PDF) في 2021-04-26. اطلع عليه بتاريخ 2022-01-11.{{استشهاد ويب}}:  صيانة الاستشهاد: الأرشيف كعنوان (link)
2. ↑  Chief Justice Muhammad Munir: His Life, Writings, and Judgements، Research Society of Pakistan، 1973، ص. 341، مؤرشف من الأصل في 2016-10-02
3. ↑  Kumarasingham، Harshan (2013)، THE 'TROPICAL DOMINIONS': THE APPEAL OF DOMINION STATUS IN THE DECOLONISATION OF INDIA, PAKISTAN AND CEYLON, vol. 23، Transactions of the Royal Historical Society، ص. 223، JSTOR:23726109، مؤرشف من الأصل في 2022-01-13
4. ↑  Karl Von Vorys (1965)، Political development in Pakistan، Princeton University Press، ص. 272، ISBN:9781400876389، مؤرشف من الأصل في 2022-02-23
5. 1 2 3 4  Bin Sayeed، Khalid (1955)، "The Governor-General of Pakistan"، Pakistan Horizon، Pakistan Institute of International Affairs، ج. 8، ص. 330–339، JSTOR:41392177، مؤرشف من الأصل في 2022-02-23
6. ↑  "Transfer of power and Jinnah". DAWN. 4 فبراير 2013. مؤرشف من الأصل في 2021-11-04. اطلع عليه بتاريخ 2021-08-20.